# Deserto de Dana

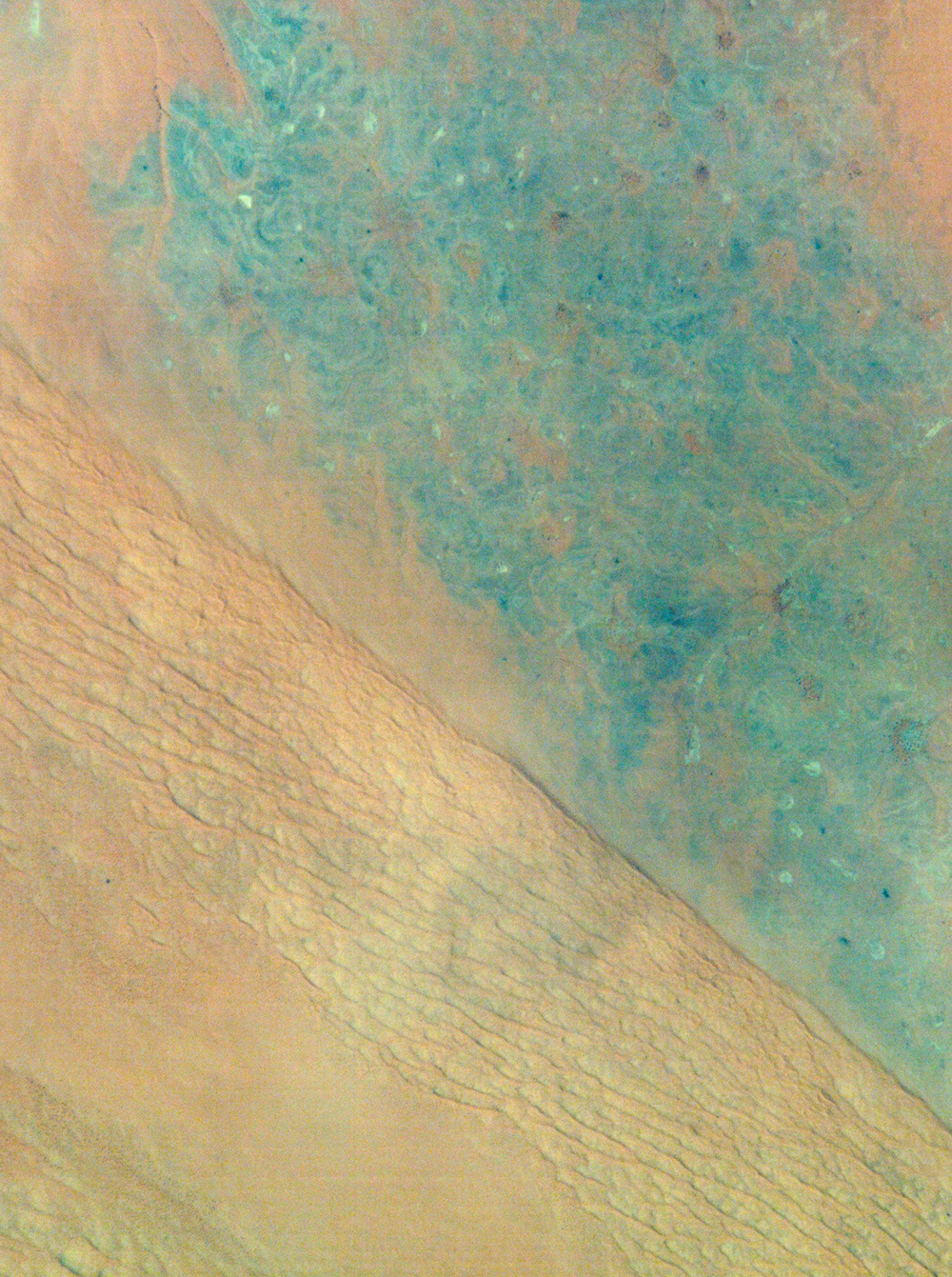
Vista de satélite de Dana

O Deserto de Dana (Ad-Dahna) é a divisão central do Deserto Arábico.
O deserto é uma série de sete desertos sucessivos, separados uns dos outros por planícies.